# Basic Boy
Basic Boy (рус. Бэ́йсик Бой; настоящее имя — Макси́м И́горевич О́кунев; род. 23 ноября 1993, Уфа) — российский рэпер, автор песен, бывший участник движения молодых рэп-исполнителей YungRussia и действующий член творческого объединения Dopeclvb. За свою карьеру выпустил 3 студийных альбома, 4 мини-альбома, 5 микстейпов и множество синглов.

## Биография и музыкальная карьера

### Ранний период: юность — начало музыкальной карьеры
Максим Окунев родился 23 ноября 1993 года в городе Уфа, в республике Башкортостан. В юношеские годы Максим слушал много старого рока и ню-метала, особенно творчество коллективов «Korn» и «Limp Bizkit». В 2010 году увлёкся граффити и принимал участие в различных состязаниях по этому виду искусства. На почве данного увлечения Максим заводит знакомство с Глебом Решетнёвым, ныне выступающим под сценическим псевдонимом Glebasta Spal. В этом же году Максим знакомится с творчеством исполнителей лейбла «Stones Throw Records», а именно Madlib'а и J Dilla, которые поменяли его взгляд на хип-хоп. Примерно в это же время Максим и Глеб приняли решение записывать свои собственные песни. Также ребята состояли в творческом коллективе «Good Times», куда ещё входил ещё один человек. После получения среднего общего образования Максим поступает в один из уфимских университетов на филологический факультет с уклоном на изучение английского языка.

### Творческое объединение «Dopeclvb» — мини-альбом «Superlove»
В 2012 года стал частью музыкального объединения «Dopeclvb» по приглашению его лидера i61. Максим же, в свою очередь, пригласил туда Glebasta Spal и Thomas’а Mraz’а. Также в состав объединения входили Fvckfish и Golden Phill. В это же время Максим берёт сценическое имя datYYOUNG и в составе «Dopeclvb» выпускает дебютный микстейп Dopetape, записанный как под авторские инструменталы, так и на популярные зарубежные. В тот период времени стали набирать большую популярность творческие объединения «ASAP Mob» и «Odd Future», которые стали ориентирами в творчестве для молодых уфимцев.
В 2013 году выходит второй микстейп объединения «Dopetape 2», на котором Максим уже выступает под новым псевдонимом Basic Boi. Данный музыкальный релиз записан также, как и предыдущий.
22 января 2014 года Максим меняет псевдоним на более привычный Basic Boy, изменив написание последней буквы и выпускает свой дебютный сольный микстейп под названием B#Y (читается Boy), записанный полностью на английском языке в качестве эксперимента. В этом же году Максим и всё творческое объединение «Dopeclvb» присоединились к движению молодых рэп-исполнителей «YungRussia», куда также входили Pharaoh, Mnogoznaal, Jeembo, Boulevard Depo и многие другие.
23 апреля 2015 года выходит третий микстейп Dop3tape от объединения «Dopeclvb». В записи данного музыкального релиза также приняли участие Jeembo, TVETH и Pharaoh. 1 октября 2015 года вышел совместный с Glebasta Spal мини-альбом под названием Вишнёвый сок, на котором гостевым куплетом отметился Thomas Mraz.
2016 год значится богатым на сотрудничество Максима с Глебом. В апреле вышел дебютный музыкальный видеоклип на совместный с Glebasta Spal трек Девочка Интернет, который вошёл в крайний микстейп от их объединения, а уже спустя 3 месяца вышел их второй совместный мини-альбом под названием GPRS. Осенью 2016 года движение «YungRussia» распадается и отправляется в прощальный концертный тур Harvest Time. Также успел посотрудничать с такими исполнителями как Rickey F и Yanix.
22 марта 2017 года вышло музыкальное видео на совместный с i61 сингл Лоулайф, в котором роль камео сыграл Жак-Энтони, с предшествующего микстейпа объединения «Dopeclvb». 28 апреля 2017 года вышел четвёртый по счёту микстейп Dopet4pe от объединения «Dopeclvb», после релиза которого Thomas Mraz без уведомления коллег объявил о своём уходе из коллектива. 21 сентября 2017 года Максим выпустил свой дебютный студийный альбом Supernormal. Vol.1, в записи которого также приняли участие Boulevard Depo, Padillion и i61.
11 апреля 2018 года вышел второй сольный мини-альбом под названием Superlove, состоящий из пяти композиций. 23 мая 2018 года выходит видеоклип на сингл Дура. 31 августа 2018 года вышел видеоклип на сингл Странные ребята записанный на музыку Goddeem — члена музыкального трио «Лауд».
6 декабря 2018 года вышел видеоклип на первый сингл с грядущего студийного альбома Superworld — Цветком.

### 2019: альбом «Superworld»
28 марта 2019 года вышел второй студийный альбом Максима под названием Superworld, в записи которого также приняли участие LIZER и TVETH.

### 2019: мини-альбом «NUDE(S)»
1 ноября 2019 года Basic Boy выпускает третий сольный мини-альбом под названием NUDE(S), в котором также приняли участие такие исполнители, как TVETH, LILDRUGCHILL и Thomas Mraz. Продакшн — от Presco Lucci, МС Сенечка, GODDEEM, FrozenGangBeatz, vocs audio, DJ Cowgrove, THD Shatterhand.

### 2022: альбом «Ничто, Никогда»
В начале 2022 года, а именно 18 февраля, после двухлетнего перерыва, Максим выпускает свой студийный альбом под названием Ничто, Никогда. В нём приняли участие следующие исполнители: GONE.Fludd, ЛСП, Boulevard Depo, TVETH. За продакшн отвечали Mojawe, miss u, GODDEEM, Flamo, ilya Showtime, Presco Lucci, Lil Sheep, soft locc, Too Late. Basic Boy высказывается о своей работе так: "От альбома стоит ждать повзрослевшего меня, как бы это грустно ни звучало: чуть больше реализма, чуть больше осознаний, близких всем. Описываю его звук как "светлая меланхолия".
Кроме того, к альбому "Ничто, Никогда" был выпущен клип на песню "Плакать будем потом".

## Дискография

### Студийные альбомы
| Год  | Студийный альбом   |  |
| ---- | ------------------ |  |
| 2017 | Supernormal. Vol.1 |  |
| 2019 | Superworld         |  |
| 2022 | Ничто, Никогда     |  |
| 2025 | никто, нигде       |  |

### Микстейпы
| Год  | Микстейп                        |
| ---- | ------------------------------- |
| 2012 | Dopetape (в составе Dopeclvb)   |
| 2013 | Dopetape 2 (в составе Dopeclvb) |
| 2014 | B#Y                             |
| 2015 | Dop3tape (в составе Dopeclvb)   |
| 2017 | Dopet4pe (в составе Dopeclvb)   |

### Мини-альбомы
| Год  | Мини-альбом                              |
| ---- | ---------------------------------------- |
| 2015 | Вишнёвый сок (совместно с Glebasta Spal) |
| 2016 | GPRS (совместно с Glebasta Spal)         |
| 2018 | Superlove                                |
| 2019 | Nude(s)                                  |

### Синглы
| Год  | Сингл                                                                       |
| ---- | --------------------------------------------------------------------------- |
| 2014 | Kimono (при участии Thomas'а Mraz'а и Jeembo)                               |
| 2015 | Девочка Интернет (при участии Glebasta Spal)                                |
| 2016 | Я убегаю домой (при участии Boulevard Depo)                                 |
| 2016 | Низкий флекс (при участии Glebasta Spal)                                    |
| 2017 | Дорогая, кажется, я больше не хочу делать рэп (при участии Thomas’а Mraz’а) |
| 2017 | Лоулайф (при участии i61)                                                   |
| 2018 | Дура                                                                        |
| 2018 | Странные ребята (при участии Goddeem'а)                                     |
| 2018 | Цветком                                                                     |
| 2018 | Крем (при участии TVETH'a)                                                  |
| 2019 | Что с тобой не так?                                                         |
| 2019 | По планете (при участии LIZER’а) (SP4K Remix)                               |
| 2019 | Пластик (при участии Thomas'а Mraz'а)                                       |
| 2020 | Понедельник (при участии Misheral’а)                                        |
| 2020 | Коротка (при участии Thomas'а Mraz'а)                                       |
| 2022 | Удачи (при участии Boulevard Depo, TVETH'a)                                 |

### Участие на релизах у других исполнителей
| Год  | Артист         | Музыкальный релиз               | Трек            |
| ---- | -------------- | ------------------------------- | --------------- |
| 2014 | Glebasta Spal  | Static                          | Homecoming      |
| 2015 | GONE.Fludd     | Формы и пустота                 | Кармашек        |
| 2015 | i61            | Shelby. Vol.2 (Infinity)        | Fresh Soft      |
| 2016 | Gera Pkhat     | Ca$h In                         | Весь мир        |
| 2017 | Padillion      | Melrose                         | Borders         |
| 2018 | Yung Pretty    | Извините за ожидание            | Хочу это всё    |
| 2018 | Yung Pretty    | Извините за ожидание            | Один            |
| 2018 | Goddeem        | Sensual                         | Странные ребята |
| 2018 | Лауд           | ТанецГолосЗвук 3                | Такая как ты    |
| 2019 | 43ai           | Завтрак на орбите               | Лотос           |
| 2019 | Cakeboy        | Piece Of Cake                   | Не волнует      |
| 2019 | Cream Soda     | Комета                          | Белая стрела    |
| 2020 | KURT92         | Кошмар Независимого Исполнителя | Каждый Day      |
| 2020 | Boulevard Depo | Old Blood                       | MOONWORK        |
| 2020 | Joseph         | Комета                          | Бессонные Ночи  |
| 2020 | Misheral       | Потолок оранжевой эйфории       | Понедельник     |
| 2020 | KURT92         | Амбассадор Хардкора             | Тяжелый Рэп     |
| 2021 | Tilmil         | Грустный Клоун: Ансамбль        | Грустный Клоун  |
| 2021 | Thomas Mraz    | VICTORY                         | Пароль          |
| 2021 | TVETH          | KOMPRESSOR                      | UTRO 34         |

## Видеография

### Сольные видеоклипы
| Год  | Название                                     | Альбом         | Режиссёр                 |
| ---- | -------------------------------------------- | -------------- | ------------------------ |
| 2016 | Девочка Интернет (при участии Glebasta Spal) | Dop3tape       | Войо и Zephyr Production |
| 2017 | Лоулайф (при участии i61)                    | Dopet4pe       | Kosmodrome               |
| 2018 | Дура                                         | Superlove      | Kosmodrome               |
| 2018 | Цветком                                      | Superworld     | Kosmodrome               |
| 2020 | Долгополов Фристайл                          | NUDE(S)        | Alexey Belyaev           |
| 2022 | Плакать будем потом                          | Ничто, Никогда | Dmitry Gorichev          |

### В качестве гостя
| Год  | Исполнитель       | Название        | Альбом  | Режиссёр   |
| ---- | ----------------- | --------------- | ------- | ---------- |
| 2018 | Basic Boy&Goddeem | Странные ребята | Sensual | Kosmodrome |

## Концертные туры
| Год  | Тур                                 |
| ---- | ----------------------------------- |
| 2016 | Summer Dope (в составе Dopeclvb)    |
| 2016 | Harvest Time (в составе YungRussia) |
| 2017 | Jungle Tour (в составе Dopeclvb)    |